# Comuna Velîka Peatîhirka, Berdîciv
Velîka Peatîhirka (în ucraineană Великоп'ятигірська сільська рада) este o comună în raionul Berdîciv, regiunea Jîtomîr, Ucraina, formată din satele Cervona Zirka, Liubomîrka, Mîrne și Velîka Peatîhirka (reședința).

## Demografie
Componența lingvistică a satului Velîka Peatîhirka
     Ucraineană (97,37%)
     Rusă (2,54%)
     Alte limbi (0,08%)
Conform recensământului din 2001, majoritatea populației satului Velîka Peatîhirka era vorbitoare de ucraineană (97,37%), existând în minoritate și vorbitori de rusă (2,54%).